# ナイカイ塩業
ナイカイ塩業 株式会社は、岡山県倉敷市に本社を置く、塩の製造・販売を行う日本の会社。
化学工学会特別会員企業。

## 沿革
※
- 1829年（文政12年） - 野崎武左衛門が、倉敷市児島に入浜式塩田を築造する。
- 1841年（天保12年） - 玉野市に東野﨑浜塩田を築造する。
- 1934年（昭和 9年） - 株式会社野崎事務所を設立する。
- 1946年（昭和21年） - 内海塩業株式会社へ社名変更。
- 1974年（昭和49年） - ナイカイ塩業株式会社へ社名変更。
- 2002年（平成14年） - 酸化マグネシウム工場完成。
- 2009年（平成21年） - 酸化マグネシウム第二工場完成。

## 生産拠点
本社工場
岡山県玉野市胸上2721番地

## 製造商品
子会社の日本家庭用塩株式会社が製造
- 瀬戸のほんじお
  - 瀬戸のほんじおは自社販売の包装製品もあるが、味の素株式会社が販売している商品がテレビコマーシャルもされており最も知られる。商標権は味の素が取得している（登録商標第6135111号）。
- アジシオ
  - 味の素株式会社が販売するグルタミン酸ナトリウム配合の家庭用食卓塩
- 局方用の塩
  - 医療向けとして使用する塩